# Ștefan Vodă
Ștefan Vodă là thành phố trung tâm hành chính của huyện Ștefan Vodă, Moldova. Vào thời Xô viết thành phố mang tên Suvorov (Суворов) cho tới 22 tháng 5 năm 1990.

## Truyền thông
- Vocea Basarabiei 103.8